# تماثل (كيمياء)
التماثل (ملاحظة 1) في الكيمياء هو وجود تشابه في البنية الكيميائية للجزيئات، ويسمى الواحد منها متماثل (ملاحظة 2). بالتالي فإن المماثل هو مركب كيميائي ينتمي إلى سلسلة من المركبات التي تختلف عن بعضها بوجود وحدة متكررة مثل جسر ميثيلين −CH2− أو باقي ببتيدي على سبيل المثال. يعد المتماثل حالة خاصة من المشابه البنيوي.
من الأمثلة المعروفة على المتماثلات ظاهرة السلاسل المتجانسة الملاحظة في الهيدروكربونات، والتي تزيد فيها طول السلسلة الكربونية بين المجاورات بمقدار -CH2- عن بعضها.